# Симфонія соль мінор невідомого автора XIX століття
«Симфонія соль мінор невідомого автора» — твір, представлений Михайлом Гольдштейном на початку 1950-х років. За легендою М. Гольдштейна, симфонію він ніби-то реставрував за оркестровими партіями в архівах Д. М. Овсянико-Куликовського, дід якого, Микола Дмитрович Овсянико-Куликовський володів великим маєтностями і тримав в Одесі кріпацький оркестр, а 1810 року нібито подарував його Одеському оперному театру.

## Історія створення
За спогадами М. Гольдштейна, ідею містифікації підказав йому театрознавець Всеволод Чаговець, а музичну ідею підказав композитор Ісаак Дунаєвський, зокрема пісню «Ой цвіте калина», яка у видозміненому вигляді стала темою IV частини симфонії «казачок». Подальшу долю симфонії автор описує так:
|  | Показав партитуру тодішньому художньому керівникові одеської філармонії М. О. Казневському. У той час передбачалося його призначення на посаду начальника Управління музичних установ в Комітеті у справах мистецтв УРСР, і він готувався виїхати до Києва. Йому хотілося чимось ознаменувати своє нове призначення. Побачивши в моїх руках партитуру «невідомої української симфонії», він зажадав, щоб я негайно підготував її для концертного виконання. Були розписані голоси і повинна була відбутися спеціально призначена репетиція симфонії. У той час вже була відома симфонія «невідомого українського композитора». Згодом з'ясувалося, що це була компіляція творів відомих авторів. Але симфонія привернула увагу. Знову створювати симфонію «невідомого автора» не дуже хотілося. Я згадав про поміщика Овсянико-Куликовського. Це був дід відомого російського літератора Дмитра Миколайовича Овсянико-Куликовського. Дійсно, він мав власний кріпацький оркестр. Згадав розповідь Чаговця про цього поміщика. Так симфонія отримала «батька». На питання, чи є ця симфонія першим твором Овсянико-Куликовського, я висловив «припущення», що ні, що це вже 21-ша його симфонія. Моя гіпотеза була прийнята беззастережно. Ніхто не зажадав від мене справжнього манускрипту. З блискавичною швидкістю симфонія завоювала успіх. Її зіграли в Києві, потім в Москві і в Ленінграді. Є платівка із записом симфонії, яку виконав заслужений ленінградський симфонічний оркестр під керуванням Євгена Мравінського. Спритники від науки стали складати дисертації про симфонії і її «автора». У Великій Радянській Енциклопедії з'явилася замітка про «композитора» Овсянико-Куликовського. Каша була заварена, довелося її розсьорбувати. Від мене стали вимагати справжній манускрипт симфонії. Особливо лютував київський музикознавець В. Д. Довженко: він готував книгу про Овсянико-Куликовського! Незабаром мені довелося зізнатися, що симфонію написав я сам. Через таке зізнання я був змушений виїхати з Одеси. Історія з симфонією перетворилася на своєрідний анекдот. А через багато років, на початку 1959, в «Литературной газете» з'явився фейлетон Яна Поліщука, де він повідав цей анекдот широкому колу читачів. У новому виданні радянського «Музичного енциклопедичного словника» (Москва, 1966) вже не згадується Овсянико-Куликовський в якості автора симфонії. Але там є замітка про музичні підробки, де згадується анекдот із симфонією Овсянико-Куликовського. У свій час цю симфонію вважали геніальним твором, справжньою скарбницею класики, високим взірцем симфонізму. Але коли з'ясувалося, що Овсянико-Куликовський її зовсім не склав, тоді вона перестала бути геніальною. |

Симфонія «невідомого автора» була видана 1951 року як Симфонія № 21 М. Д. Овсянико-Куликовського. У передмові було зазначено, що «Талановитий український композитор Микола Дмитрович Овсянико-Куликовський (1768—1846) жив і творив в епоху, коли царське самодержавство душило щонайменші прояви передового мистецтва». Симфонія була записана Симфонічним оркестром Ленінградської філармонії під керуванням Євгена Мравінського і неодноразово виконувалась у різних містах СРСР.
Публічно містифікація щодо створення симфонії була викрита 1959 року у фейлетоні Яна Поліщука в «Литературной газете». Незважаючи на це в українських підручниках з музичної літератури цей твір і надалі продовжує фігурувати як «Симфонія невідомого автора XIX століття». Зокрема це підручники Лісецького (1983), Т. Нечипоренко (2005), монографія О. В. Сердюк, О. В. Уманець, Т. О. Слюсаренко. А 2006 року симфонія навіть була перевидана у Львові, із вказанням в ролі автора М. Овсянико-Куликовського. Відомі і її сучасні виконання під цією назвою, зокрема в концертах для юних слухачів Національної філармонії України (2019).
Д. Колбін відмічає декілька фактів, що вказують на неправдивість версії щодо авторства поміщика Овсянико-Куликовського. Так, обидва видання симфонії наводять рукопис титульної сторінки, виконаний сучасною орфографією, що було би неможливо для автора початку XIX століття. Відмічається відсутність жодних історичних свідчень (окрім інформації від самого М. Гольдштейна і заснованих на цій інформації статей) про музичну діяльність Овсянико-Куликовського, як і про виконання цієї симфонії до середини XX століття. В. Ракочі відмічає не властиві епосі класицизму прийоми оркестрування. Разом з тим дослідник вказує і на сумніви стосовно того, що М. Гольдштейн міг самостійно написати цю симфонію: зокрема невідомо жодного іншого твору, який Гольдштейн представив би під власним іменем, а також існують свідчення про негативні висновки експертизи музикознавців щодо знання М. Гольдштейном тексту цієї симфонії.   

## Характеристика
У симфонії 4 частини
- Ⅰ ч. — сонатне Allegro
- Ⅱ ч. — Романс Adagio (форма тричастинна репризна)
- Ⅲ ч. — Менует Allegretto (форма складна тричастинна)
- Ⅳ ч. — Козачок Presto форма рондо

### Ⅰ частина
Перша частина симфонії сповнена життєрадісності, молодечого запалу, схвильованості. Легкість і невимушеність викладу музичних тем нагадує знамениту g moll симфонію Моцарта. Цю частину написано в сонатній формі (або у формі сонатного алегро).

#### Вступ
Починається твір невеликим повільним вступом, що складається із чотирьох епізодів: 1-й, 2-й, і 4-й — ліричні, 3-й драматичний. Вступ є своєрідним емоційним поштовхом до появи багатьох музичних тем симфонії. Наприклад, мелодична побудова другого епізоду вступу лягла в основу теми головної партії сонатного алегро, з першого й третього епізодів виросла тема Менуету тощо. Світла поетична лірика першого, другого і четвертого епізодів вступу відтінюється музикою дещо драматичнішого третього епізоду.

#### Головна партія
Головна партія (g moll) — у ній підкреслено схвильованість, напористість, рух вперед. має тричастинну репризну будову (а -в-а); друге речення третьої частини головної партії переростає в сполучну партію (33 — 48 такти), яка готує побічну тональність експозиції — B dur.

#### Побічна партія
Побічна партія (B dur) — спокійна за характером, вона будується на зіставленні двох поспівок: одна — перервана паузами, друг — цільна мелодична лінія, що завершується інтонацією зітхання. Побічна партія значно масштабніша, розгорнутіша (сорок вісім тактів), її тема вносить певний образний контраст. Структура партії — період, утворений з двох однакових речень (по 24 такти).

#### Заключна партія
Заключна партія тема утверджує тональність побічної партії, близька до жвавого, стрімкого танцю. Тема вносить у твір риси танцювальності, її форма — період, що складається з двох однакових речень.
Отже, експозиція побудована на трьох темах, які, взаємодоповнюючи одна одну, створюють життєрадісні, лірико-тремтливі образи, сповнені легкості й грайливості. Динаміка експозиції закладена не тільки в контрасті тем, а й у тональному рухові від g moll  до B dur.

### Ⅱ частина
Романс, Adagio, форма Романсу тричастинна репризна: А-В-А. Характер музики глибоко ліричний, в ній багато людського тепла і ніжності.
Образний зміст передається двома темами — темою крайніх частин і темами середини що мають досить розгорнуту будову (по шістнадцять тактів кожна) i проводяться найспівучішими інструментами оркестру струнними, валторнами і гобоями.
Основна тема(А) у повільному темпі, тональність G dur, наспівна, м'яка, та благородна.
Середня частина Романсу(В) багата на барвистий звукопис. Тут помітні часті зміни тональностей, «переклички» мелодичної поспівки у різних інструментів.
Реприза Романсу злегка видозмінена. Невелика кода (14 тактів) є світлим завершенням усієї частини, вона складається з трьох епізодів: а.) повторення заключної поспівки теми; б.) каденції — невеликої мелодійної побудови імпровізаційного характеру (соло гобоя) на тоніко-домінантовій гармонії; в.) завершення твору на витриманій тоніці.

### Ⅲ частина
Менует, Allegro, форма складна тричастинна форма da саро (А-В-А), це означає, що Менует треба повторити від початку до слова «Кінець». Кожна з частин написана у простій тричастинній репризній формі (а-в-а). Ця частина також побудована на двох ліричних темах, які помітно відмінні від музики Романсу. Передусім темп тут значно швидший (allegretto після adagio) тонус третьої частини динамічніший, активніший.
Перша частина Менуету(А) утворена з теми (а)(g moll), середини (в) і повторення теми (а). Завершує її заключення (такти 32-37), яким починалася симфонія. Основна тема (g moll) звучить рухливо, наполегливо, вона має вольовий характер, в ній акцентується кожна доля.
Тріо — друга частина Менуету, що проводиться в однойменному G dur, — звучить яскравим ладовим і тембровим контрастом. У складі ансамблю — три виконавці. Тут композитор використав мелодію української народної пісні «Ой під горою, під перевозом» (в іншому варіанті — «Сонце низенько, вечір близенько»). Фольклорний матеріал природно вплітається в музичну тканину Менуету.

### Ⅳ частина
Козачок, форма рондо-соната. В ній поєднано риси рондо (А-В-А-С-А) з сонатним алегро. Характер музики фіналу — стрімкий напористий, сповнений сили, вогню, гумору.
Особливість рондо-сонати полягає в тому, що тут нівельовано контраст тем, який є основою сонатної форми. Теми головної і побічної партій близькі за характером, а контраст винесено за межі експозиції, його вносить тема епізоду, що заміняє розробку.
Головна партія(G dur) має дві близькі за настроєм теми, які утворюють тричастинну репризну форму: а-в-а. Після зв'язки (сполучна партія 8 тактів) з'являється тема побічної партії, в якій знайшла своє продовження танцювальна стихія двох попередніх тем. Форма побічної партії — тричастинна зі зміненою репризою (а-в-а¹). Вона проведена у E dur — в тональності шостого мажорного ступеня. Завершується експозиція рондо-сонати повторенням головної партії у G dur.
Замість розробки композитор вводить епізод, який є острівцем лірики, ліричним центром фіналу. Музика епізоду побудована на темі, близькій до українських народних дівочих веснянок-хороводів. Починається середина ладово контрастним зіставленням першої теми Козачка, це є своєрідний перехід до веснянкової теми. Сама тема у повному вигляді з'являється наприкінці епізоду (від 247-го такту), до того вона подається уривками й зазначає значного розвитку. В епізоді переважає тональність d moll.
Реприза повністю повторює матеріал експозиції в головній тональності.
Фінал — це своєрідна стихія танцю. Тут композитор широко використав мелодико-гармонічні й метро-ритмічні особливості українських народних танців. Він зумів передати не тільки окремі риси, штрихи, а й дух народно-танцювальної культури.